# Алеманија
Алеманија или Аламанија, била је територија коју је насељавао германски народ Алемани након што су пробили римски лимес 213. године. Алемани су се проширили из басена Мајне током 3. вијека, пљачкајући римске провинције, насељавајући лијеву обалу ријеке Рајне од 4. вијека.
Њом су владали независни племенски краљеви током 4. и 5. вијека, након чега је Алеманија изгубила независност и постала војводство Франачког царства у 6. вијеку, а са почетком оснивања Светог римског царства под Конрадом  911. године постала је Војводство Швабија. Термин Швабија се често користи као синоним за Алеминију од 10. до 13. вијека.
Територија Алеманије од 7. до 9. вијека имала је средиште око Боденског језера, укључујући Високу Рајну, Шварцвалд и Алзас на обје обале горњег слива Рајне, горњег слива Дунава до ушћа са Лехом, са нејасном границом према Бургундији на југозападу басена Аре (Аргау). Алеманске војводе владали су Raetia Curiensis, иако није дио Алеманије, постала је дио Војводства Швабије када је војводство основао Бурхард I.
Територија одговара ономе што је и данас говорно подручје алеманског дијалекта, нпр. француски Алзас, њемачки Баден и Швабија, њемачка Швајцарска и аустријски Форарлберг.